# Tomáš Szalay
Tomáš Szalay (* 8. prosince 1971) je slovenský politik a lékař. V roce 2023 byl zvolen poslancem NR SR za stranu Sloboda a Solidarita.

## Život
Vystudoval v roce 1996 Univerzitu Komenského v Bratislavě a následně byl do roku 2002 moderátorem TV Markíza. Poté se stal mluvčím Ministerstva zdravotnictví a i po opuštění této pozice se o zdravotnickou politiku dále zajímal. V roce 2020 se stal ředitelem zdravotnictví v Bratislavském samosprávném kraji
a v této funkci jej nahradil Peter Kardoš o tři roky později, když byl zvolen poslancem.

## Postoje
Szalay kritizoval plány na stavbu nemocnice ve Vajnorech kvůli jejich nedostatečné přípravě.